# Thranius angustipennis
Thranius angustipennis là một loài bọ cánh cứng trong họ Cerambycidae.